# The Wrong Man
The Wrong Man är en amerikansk TV-filmthriller från 1993 i regi av Jim McBride. I de ledande rollerna syns Rosanna Arquette, Kevin Anderson och John Lithgow. Filmen spelades in i den mexikanska hamnstaden Veracruz.
Filmen visades un certain regard vid 1993 års filmfestival i Cannes.

## Handling
En oskyldig man, Alex Walker, rymmer från polisen i Mexiko sedan han blivit misstänkt för ett mord. Han träffar på och slår följe med ett omaka par: den åldrande men charmige skitstöveln Phillip Mills och hans unga frustrerade och sexiga fru Missy. De tre utvecklar ett kuriöst ömsesidigt beroende medan den mexikanska polisens nät snärjer sig allt tätare omkring dem.

## Rollista i urval
| Rosanna Arquette  | – Missy Mills          |
| Kevin Anderson    | – Alex Walker          |
| John Lithgow      | – Philip Mills         |
| Jorge Cervera Jr. | – polischef Diaz       |
| Ernesto Laguardia | – polisdetektiv Ortega |
| Robert Harper     | – Felix Crawley        |
| Dolores Heredia   | – Rosita               |